# Arsène Soreil
Arsène Soreil, né à Rendeux le 5 février 1893 et mort à Ans le 5 mars 1989, est un écrivain et un militant wallon.

## Biographie
Après des humanités à Bure puis à Taintignies, il entame des études de lettres à l'UCL puis est surpris par la guerre et mobilisé. Il entre dans l'Administration mais poursuit ses études et deviendra professeur de français à Bouillon, Tirlemont puis Malmedy, et également à l'Athénée Royal de Liège (notamment pendant la guerre). Il enseigne ensuite l'esthétique à l'Université de Liège où il sera également chargé du cours de Philosophie de l'art jusqu'à son admission à l'éméritat en 1963. Philippe Minguet lui succède à la chaire d'esthétique en 1966.
Écrivain, il publie notamment Dure Ardenne (1933), qui sera édité plusieurs fois par La Terre wallonne. En 1966 pour L'inconnu du Pitti, il reçoit le prix de l'Académie royale de langue et de littérature française de Belgique et également le Prix George Garnir. Il publie aussi des essais comme L'art d'écrire (1946), Feux d'Aulne, Lieux de songe, Essai littéraire sur le Vicomte de Bonald (1942), Edmond Glesener. Antirexiste de la première heure, il collabora à La Terre wallonne de 1934 à 1940, en pleine communion de pensée avec Élie Baussart. Il collabore également, après 1945, à l'hebdomadaire de l'UDB, Forces nouvelles au journal Le Soir où il publie une critique mensuelle et est présent au Congrès national wallon de 1945.
Il meurt le 5 mars 1989 et est inhumé au cimetière d'Ans (Ans-Bolsée).

## Hommages
À Wéris (commune de Durbuy en Belgique), la place Arsène Soreil lui est dédiée.

## Publications
- 1930 : Arsène Soreil, Introduction à l'histoire de l'esthétique française. Contribution à l'étude des théories littéraires et plastiques en France de la Pléiade au XVIIIe siècle, Bruxelles - Liège, Palais des Académies - H. Vaillant-Carmanne, imprimeur de l'Académie, 1930.
- 1937 et 1947 : Arsène Soreil, Dure Ardenne, Liège: Éditions de la Terre Wallonne. Illustré par Elisabeth Ivanovsky.
- 1947 : Arsène Soreil, Récits divers et Jeux de Plumes, Gembloux : Duculot. Illustré par Elisabeth Ivanovsky.
- 1965 : Arsène Soreil, Raisons Vives : Bruxelles, La Renaissance du Livre.
- 1967 : Arsène Soreil, Lieux de songe, Bruxelles, La Renaissance du Livre.